# Live from New Zealand

Live from New Zealand est un DVD tiré d'un spectacle d'Hayley Westenra sorti le 18 avril 2005.

## Description du DVD
À la suite de la retransmission par la chaîne américaine PBS du concert d'Hayley au St James Theatre de Wellington sort un DVD du spectacle. Dans celui-ci outre l'intégralité du concert, filmé sur deux soirs (les 15 et 16 août), on retrouve aussi un documentaire sur Hayley, le clip de Pokarekare Ana, la prestation d'Hayley de I Dreamed a Dream chanté lors du concert de Russell Watson à Auckland en 2001, une galerie de photos, un diaporama « brochures de presse » souvenir et un documentaire touristique sur la Nouvelle-Zélande, 100 % Pure New Zealand.
Hayley est accompagnée par le Wellington Sinfonia et le Wellington Cathedral Choir.
Les invités d'Hayley sont Teddy Tahu Rhodes, les Musical Island Boys, l'Elim Gospel Choir et le Te Orowai Dance Group.

## Détail des chansons
Le concert se compose essentiellement de chansons apparues sur Pure. Trois chansons sont à paraître sur le prochain album d'Hayley, Odyssey : « May It Be », « Aria (Cantilena) » et « Both Sides Now ». Enfin, trois chansons sont nouvelles et sont exclusives au concert : « How Many Stars? », duo tiré de la comédie musicale Bombay Dreams, « Ave Maria (Bach/Gounod) » dans une version spéciale écrite par la chanteuse Noa Achinoam (seule cette chanson fera par la suite l'objet d'un single, exclusif à l'Angleterre, et apparaîtra sur l'Edition Speciale néo-zélandaise d'Odyssey) et « Down to the River ».
Le baryton néo-zélandais Teddy Tahu Rhodes accompagne Hayley en duo sur deux chansons : « How Many Stars? » et « Hine E Hine ». Les Musical Island Boys et l'Elim Gospel Choir se joigne à Hayley sur « Down to the River ». Enfin, le spectacle débute avec le Te Orowai Maori Dance Group qui interprète le haka avant d'entonner Pokarekare Ana, ensuite rejoints par Hayley.

## Liste des titres
1. Pokarekare Ana
2. River Of Dreams
3. In Trutina
4. Across The Universe Of Time
5. May It Be
6. Beat Of Your Heart
7. Aria (Cantilena)
8. Who Painted The Moon Black?
9. How Many Stars
10. Ave Maria
11. Down To The River
12. Amazing Grace
13. Benedictus
14. Mary Did You Know
15. Both Sides Now
16. Never Say Goodbye
17. Wuthering Heights
18. Hine E Hine